# Nawaf Al-Áhmad Al-Yáber Al-Sabah
Nawaf Al-Áhmad Al-Yáber Al-Sabah (árabe: الشيخ نواف الأحمد الجابر الصباح; Ciudad de Kuwait, 25 de junio de 1937-16 de diciembre de 2023) fue el emir de Kuwait y el subcomandante militar del mismo. Era medio hermano del fallecido emir de Kuwait, Sabah Al-Ahmad Al-Yaber Al-Sabah. Nawaf fue nombrado príncipe heredero el 7 de febrero de 2006 contra la tradición de la familia Al-Sabah, según la cual, el emir y su príncipe heredero se alternan entre las ramas de los Al-Áhmad y Al-Salem.
Su padre fue Áhmad Al-Yáber Al-Sabah, quien gobernó Kuwait. Nawaf después de terminar su secundaria se matriculó en una universidad en el Reino Unido. 
Nawaf ha estado ocupando cargos en Kuwait desde hace más de 50 años como gobernador de Hawalli, Ministro del Interior Kuwaití, Ministro de Defensa Kuwaití, Ministro Interino de Trabajo y Asuntos Sociales, Jefe Segundo de la Guardia Nacional de Kuwait, etc.
Nawaf jugó un papel vital el apoyo a programas que apoyan la unidad nacional entre el Consejo de Cooperación para los Estados Árabes del Golfo y en otros países árabes.

## Títulos y tratamientos
Esta tabla aún no está actualizada. Puedes contribuir aportando información sobre títulos y tratamientos de esta persona.

## Distinciones honoríficas

### Distinciones honoríficas kuwaitíes
- Soberano Gran Maestre de la Orden de Mubárak el Grande.
- Soberano Gran Maestre de la Orden de Kuwait.
- Soberano Gran Maestre de la Orden de la Defensa Nacional.
- Soberano Gran Maestre de la Orden de la Distinción Militar.

### Distinciones honoríficas extranjeras
- Collar de la Orden de Zayed (Emiratos Árabes Unidos, 29/01/2007).[10]
- Caballero gran cruz de la Orden del Mérito Civil (Reino de España, 23/05/2008).[11]
- Caballero gran cruz de la Orden del Libertador San Martín (República Argentina, 01/08/2011).[12]
- Gran collar de la Orden del Estado de Palestina (Estado de Palestina, 13/11/2018).[13]

## Ancestros
|  |                                      |  |  |  |  |  |  |  |  |  |  |  |  |  |  |  |
|  | 16. Sabah II Al-Sabah                |  |  |  |  |  |  |  |  |  |  |  |  |  |  |  |
|  |                                      |  |  |  |  |  |  |  |  |  |  |  |  |  |  |  |
|  |                                      |  |  |  |  |  |  |  |  |  |  |  |  |  |  |  |
|  | 8. Mubárak Al-Sabah                  |  |  |  |  |  |  |  |  |  |  |  |  |  |  |  |
|  |                                      |  |  |  |  |  |  |  |  |  |  |  |  |  |  |  |
|  |                                      |  |  |  |  |  |  |  |  |  |  |  |  |  |  |  |
|  | 17. Lulwa bint Muhámmad Al-Thaqib    |  |  |  |  |  |  |  |  |  |  |  |  |  |  |  |
|  |                                      |  |  |  |  |  |  |  |  |  |  |  |  |  |  |  |
|  |                                      |  |  |  |  |  |  |  |  |  |  |  |  |  |  |  |
|  | 4. Yáber II Al-Sabah                 |  |  |  |  |  |  |  |  |  |  |  |  |  |  |  |
|  |                                      |  |  |  |  |  |  |  |  |  |  |  |  |  |  |  |
|  |                                      |  |  |  |  |  |  |  |  |  |  |  |  |  |  |  |
|  | 18. Duaij bin Yábir Al-'Ali Al-Sabah |  |  |  |  |  |  |  |  |  |  |  |  |  |  |  |
|  |                                      |  |  |  |  |  |  |  |  |  |  |  |  |  |  |  |
|  |                                      |  |  |  |  |  |  |  |  |  |  |  |  |  |  |  |
|  | 9. Sheikha bint Duaij Al-Sabah       |  |  |  |  |  |  |  |  |  |  |  |  |  |  |  |
|  |                                      |  |  |  |  |  |  |  |  |  |  |  |  |  |  |  |
|  |                                      |  |  |  |  |  |  |  |  |  |  |  |  |  |  |  |
|  | 19. Asma bint Salmán Al-Sabah        |  |  |  |  |  |  |  |  |  |  |  |  |  |  |  |
|  |                                      |  |  |  |  |  |  |  |  |  |  |  |  |  |  |  |
|  |                                      |  |  |  |  |  |  |  |  |  |  |  |  |  |  |  |
|  | 2. Áhmad Al-Yáber Al-Sabah           |  |  |  |  |  |  |  |  |  |  |  |  |  |  |  |
|  |                                      |  |  |  |  |  |  |  |  |  |  |  |  |  |  |  |
|  |                                      |  |  |  |  |  |  |  |  |  |  |  |  |  |  |  |
|  | 20. Sabah II Al-Sabah (= 16)         |  |  |  |  |  |  |  |  |  |  |  |  |  |  |  |
|  |                                      |  |  |  |  |  |  |  |  |  |  |  |  |  |  |  |
|  |                                      |  |  |  |  |  |  |  |  |  |  |  |  |  |  |  |
|  | 10. Abdullah II Al-Sabah             |  |  |  |  |  |  |  |  |  |  |  |  |  |  |  |
|  |                                      |  |  |  |  |  |  |  |  |  |  |  |  |  |  |  |
|  |                                      |  |  |  |  |  |  |  |  |  |  |  |  |  |  |  |
|  | 21. Fatma bint Sálim Al-Jarrah       |  |  |  |  |  |  |  |  |  |  |  |  |  |  |  |
|  |                                      |  |  |  |  |  |  |  |  |  |  |  |  |  |  |  |
|  |                                      |  |  |  |  |  |  |  |  |  |  |  |  |  |  |  |
|  | 5. Sheikha bint Abdullah II Al-Sabah |  |  |  |  |  |  |  |  |  |  |  |  |  |  |  |
|  |                                      |  |  |  |  |  |  |  |  |  |  |  |  |  |  |  |
|  |                                      |  |  |  |  |  |  |  |  |  |  |  |  |  |  |  |
|  | 22. Yasim bin Sulaimán               |  |  |  |  |  |  |  |  |  |  |  |  |  |  |  |
|  |                                      |  |  |  |  |  |  |  |  |  |  |  |  |  |  |  |
|  |                                      |  |  |  |  |  |  |  |  |  |  |  |  |  |  |  |
|  | 11. Latifa bint Yasim                |  |  |  |  |  |  |  |  |  |  |  |  |  |  |  |
|  |                                      |  |  |  |  |  |  |  |  |  |  |  |  |  |  |  |
|  |                                      |  |  |  |  |  |  |  |  |  |  |  |  |  |  |  |
|  | 1. Sabah IV                          |  |  |  |  |  |  |  |  |  |  |  |  |  |  |  |
|  |                                      |  |  |  |  |  |  |  |  |  |  |  |  |  |  |  |
|  |                                      |  |  |  |  |  |  |  |  |  |  |  |  |  |  |  |
|  | 3. Yamama                            |  |  |  |  |  |  |  |  |  |  |  |  |  |  |  |
|  |                                      |  |  |  |  |  |  |  |  |  |  |  |  |  |  |  |
|  |                                      |  |  |  |  |  |  |  |  |  |  |  |  |  |  |  |

| Predecesor: Sabah Al-Ahmad Al-Yaber Al-Sabah | Emir de Kuwait 2020–2023 | Sucesor: Mishal Al-Ahmad Al-Jaber Al-Sabah |